# Benevento Calcio
Benevento Calcio is een Italiaanse voetbalclub uit Benevento die speelt in de Serie C. De club werd opgericht in 1929 als Associazione Calcio Benevento en werd in 2005 hernoemd tot Benevento Calcio. De clubkleuren zijn geel en rood.
In 2016 won de club de Lega Pro Prima Divisione C en promoveerde naar de Serie B. Meteen na het eerste jaar in de Serie B wist Benevento Calcio te promoveren naar de Serie A. De club versloeg Carpi FC op 8 juni 2017 met 1–0 in de finale van de play-offs. De Roemeense aanvaller George Puscas, die werd gehuurd van Internazionale, maakte in de 32e minuut het winnende doelpunt voor 12.000 toeschouwers. Die zege was genoeg na het doelpuntloze gelijkspel tussen beide teams in de eerste ontmoeting. Daardoor kwam Benevento in het seizoen 2017/18 voor het eerst in haar historie uit in de hoogste afdeling van het Italiaanse voetbal. Benevento begon het seizoen met veertien nederlagen op rij en kon op de vijftiende speeldag een eerste punt bemachtigen door middel van een 2–2 tegen AC Milan. De eerste overwinning volgde op 30 december 2017, in de negentiende speelronde. Benevento won die dag thuis met 1–0 van Chievo Verona. Massimo Coda maakte het enige doelpunt. Aan het einde van het seizoen 2017/18 viel het doek echter voor de club. Net als Hellas Verona en FC Crotone degradeerde Benevento naar de Serie B.
In het seizoen 2019-2020 werd Benevento met een grote voorsprong op de nummer 2 kampioen van de Serie B en zodoende keerde de club onder leiding van Filippo Inzaghi terug naar de Serie A. Het volgende seizoen op het hoogste niveau degradeerde de club echter direct terug naar het tweede niveau. In 2022/23 degradeerde de club wederom, ditmaal naar de Serie C. De club eindigde dat seizoen als voorlaatste.

## Eindklasseringen
- 1946 1e
Serie C
- 1947 1e
Serie C
- 1948 2e
Serie C
- 1949 2e
Serie C
- 1950 6e
Serie C
- 1951 12e
Serie C
- 1952 13e
Serie C
- 1953 14e
n4
- 1954 1e
n6
- 1955 10e
n5
- 1956 1e
n5
- 1957 17e
n4
- 1958 6e
n5
- 1959 4e
n5
- 1960 1e
Serie D
- 1961 4e
Serie C
- 1962 17e
Serie C
- 1963 2e
Serie D
- 1964 3e
Serie D
- 1965 18e
Serie D
- 1966 5e
n5
- 1967 6e
n5
- 1968 10e
Serie D
- 1969 12e
Serie D
- 1970 13e
Serie D
- 1971 15e
Serie D
- 1972 3e
Serie D
- 1973 2e
Serie D
- 1974 1e
Serie D
- 1975 4e
Serie C
- 1976 2e
Serie C
- 1977 6e
Serie C
- 1978 4e
Serie C
- 1979 7e
Serie C1
- 1980 14e
Serie C1
- 1981 9e
Serie C1
- 1982 5e
Serie C1
- 1983 11e
Serie C1
- 1984 6e
Serie C1
- 1985 11e
Serie C1
- 1986 16e
Serie C1
- 1987 16e
Serie C1
- 1988 11e
Serie C2
- 1989 14e
Serie C2
- 1990 8e
n5
- 1991 1e
n5
- 1992 8e
n5
- 1993 6e
n5
- 1994 1e
n5
- 1995 3e
Serie C2
- 1996 12e
Serie C2
- 1997 2e
Serie C2
- 1998 4e
Serie C2
- 1999 4e
Serie C2
- 2000 12e
Serie C1
- 2001 12e
Serie C1
- 2002 14e
Serie C1
- 2003 8e
Serie C1
- 2004 5e
Serie C1
- 2005 8e
Serie C1
- 2006 4e
Serie C2
- 2007 1e
Serie C2
- 2008 2e
Serie C2
- 2009 1e
Prima Divisione
- 2010 5e
Prima Divisione
- 2011 2e
Prima Divisione
- 2012 6e
Prima Divisione
- 2013 6e
Prima Divisione
- 2014 7e
Prima Divisione
- 2015 2e
Lega Pro
- 2016 1e
Lega Pro
- 2017 5e
Serie B
- 2018 20e
Serie A
- 2019 3e
Serie B
- 2020 1e
Serie B
- 2021 18e
Serie A
- 2022 7e
Serie B
- 2023 20e
Serie B
- 2024 4e
Serie C
- 2025 6e
Serie C

- Serie A
- Serie B
- Serie C
- Prima Divisione
- Seconda Divisione
- Serie D
- n6
- n5
- n4

## Resultaten per seizoen
| Seizoen | Competitie               | Niveau | Eindstand | Coppa Italia | Opmerking                                                      |
| ------- | ------------------------ | ------ | --------- | ------------ | -------------------------------------------------------------- |
| 2000/01 | Serie C1                 | III    | 12        | --           |                                                                |
| 2001/02 | Serie C1                 | III    | 14        | --           |                                                                |
| 2002/03 | Serie C1                 | III    | 8         | --           |                                                                |
| 2003/04 | Serie C1                 | III    | 5         | --           |                                                                |
| 2004/05 | Serie C1                 | III    | 8         | --           | Failliet, doorstart in Serie C2 onder de naam Benevento Calcio |
| 2005/06 | Serie C2                 | IV     | 4         | --           |                                                                |
| 2006/07 | Serie C2                 | IV     | 2         | 1e ronde     |                                                                |
| 2007/08 | Serie C2                 | IV     | 1         | --           |                                                                |
| 2008/09 | Lega Pro Prima Divisione | III    | 2         | 3e ronde     |                                                                |
| 2009/10 | Lega Pro Prima Divisione | III    | 5         | 2e ronde     |                                                                |
| 2010/11 | Lega Pro Prima Divisione | III    | 2         | 2e ronde     |                                                                |
| 2011/12 | Lega Pro Prima Divisione | III    | 6         | 2e ronde     |                                                                |
| 2012/13 | Lega Pro Prima Divisione | III    | 6         | 2e ronde     |                                                                |
| 2013/14 | Lega Pro Prima Divisione | III    | 7         | 3e ronde     |                                                                |
| 2014/15 | Lega Pro Prima Divisione | III    | 2         | 2e ronde     | Ligatopscorer: ex aequo Umberto Eusepi (18)                    |
| 2015/16 | Lega Pro Prima Divisione | III    | 1         | 1e ronde     |                                                                |
| 2016/17 | Serie B                  | II     | 5         | 2e ronde     | winnaar promotieronde > Carpi FC 1909 (1-0)                    |
| 2017/18 | Serie A                  | I      | 20        | 3e ronde     |                                                                |
| 2018/19 | Serie B                  | II     | 3         | 8e finale    | halve finale promotieronde                                     |
| 2019/20 | Serie B                  | II     | 1         | 2e ronde     |                                                                |
| 2020/21 | Serie A                  | I      | 18        | 3e ronde     |                                                                |
| 2021/22 | Serie B                  | II     | 7         | 2e ronde     | halve finale promotieronde                                     |
| 2022/23 | Serie B                  | II     | 20        | 1e ronde     |                                                                |
| 2023/24 | Serie C Girone C         | III    | 4         | --           | halve finale promotieronde                                     |
| 2024/25 | Serie C Girone C         | III    | 6         | --           | 1e ronde promotieserie regionaal                               |

## Bekende (oud-)spelers
- Danilo Cataldi
- Gianluca Lapadula
- Raffaele Palladino
- Samuel Armenteros
- Daam Foulon